# Melanie Paxson
Pour les articles homonymes, voir Paxson.
Melanie Paxson est une actrice américaine née le 26 septembre 1972 à Champaign, Illinois (États-Unis).

## Biographie
Melanie Paxson est née le 26 septembre 1972 à Champaign à Illinois aux États-Unis. 

## Filmographie
- 1997 : Demain à la une (série télévisée) : Candace
- 1998-1999 : Love Therapy (série télévisée) : Jaclyn (6 épisodes)
- 1999 : The Opera Lover : Bibi
- 2000 : Ready to Rumble : Wendy
- 2001 : Kristin (série télévisée) : Madeline
- 2002 : Slackers
- 2002 : Dexter Prep (TV) : Meg
- 2003 : Le Drew Carey Show (série télévisée) : Teri
- 2003-2004 : Happy Family (série télévisée) : Sara Brennan (22 épisodes)
- 2004 : Les Quintuplés (série télévisée) : Lisa
- 2005 : Related (série télévisée) : Kathy
- 2005 : Kitchen Confidential (série télévisée) : Jessica
- 2005-2006 : Joey (série télévisée) : Marci
- 2007 : Les Experts (série télévisée) : Nancy Katz
- 2007-2010 : Notes from the Underbelly (série télévisée) : Julie (23 épisodes)
- 2009 : Surviving Suburbia (série télévisée) : Carla
- 2009 : Leçons sur le mariage (série télévisée) : Deidre
- 2009 : Médium (série télévisée) : Miss Colletto
- 2009-2010 : True Jackson (série télévisée) : Doris Aden
- 2011 : The Exes (série télévisée) : Rebecca
- 2012 : Last Man Standing (série télévisée) : Liz
- 2013 : American Dad! (série télévisée) : Matilda (voix)
- 2013 : Dans l'ombre de Mary (Saving Mr. Banks) de John Lee Hancock : Dolly
- 2015 : Descendants (téléfilm) : Fée marraine
- 2017 : Descendants 2 (téléfilm) : Fée marraine
- 2019 : Descendants 3 (téléfilm) : Fée marraine
- 2021 : Descendants : Le Mariage royal (Descendants: The Royal Wedding) (court-métrage) de Salvador Simó : Fée marraine (voix)
- 2024 : Descendants : L'Ascension de Red (Descendants: The Rise Of Red) (téléfilm) : Fée marraine